# Congo (singolo)
Congo è un singolo del gruppo musicale britannico Genesis, pubblicato il 4 agosto 1997 come primo estratto dal quindicesimo album in studio Calling All Stations.

## Descrizione
Il singolo ha visto il debutto vocale nel gruppo del cantante britannico Ray Wilson, che va a sostituire Phil Collins.
Fu un discreto successo in Europa mentre fallì l'ingresso nella statunitense Billboard Hot 100.

## Video musicale
Il videoclip è stato diretto da Howard Greenhalgh e girato presso i Mediterranean Film Studios di Malta.

## Classifiche
| Classifica (1997)             | Posizione massima |
| ----------------------------- | ----------------- |
| Austria                       | 35                |
| Canada                        | 28                |
| Germania                      | 31                |
| Regno Unito                   | 29                |
| Stati Uniti (mainstream rock) | 25                |
| Svizzera                      | 32                |